# Молоді чемпіони (фільм)
«Молоді чемпіони» — французький короткометражний фільм з Луї де Фюнесом тривалістю 22 хв.

## Сюжет
Після сварки зі своїм авторитарним батьком (Луї де Фюнес) маленький хлопчик, який захоплюється на автомобілях, відправляється до свого хрещеного батька, який працює на автомобільному заводі Рено. Сівши в один з автомобілів, він випадково рушає і не може зупинитись. Так починається гонка з переслідуванням…